# Doloclanes endymion
Doloclanes endymion är en nattsländeart som beskrevs av Schmid 1991. Doloclanes endymion ingår i släktet Doloclanes och familjen stengömmenattsländor. Inga underarter finns listade i Catalogue of Life.